# Municipio Julián Mellado
Municipio Bolivariano Julián Mellado es uno de los 15 municipios del Estado Guárico, Venezuela. Su capital es la población de El Sombrero. Tiene una superficie de 2983 km² y se estima que para 2010 su población sea de 32 803 habitantes. Este municipio está conformado por 2 parroquias, El Sombrero y Sosa.
La agricultura es el principal factor ecoargoco de este municipio.

## Geografía

### Límites

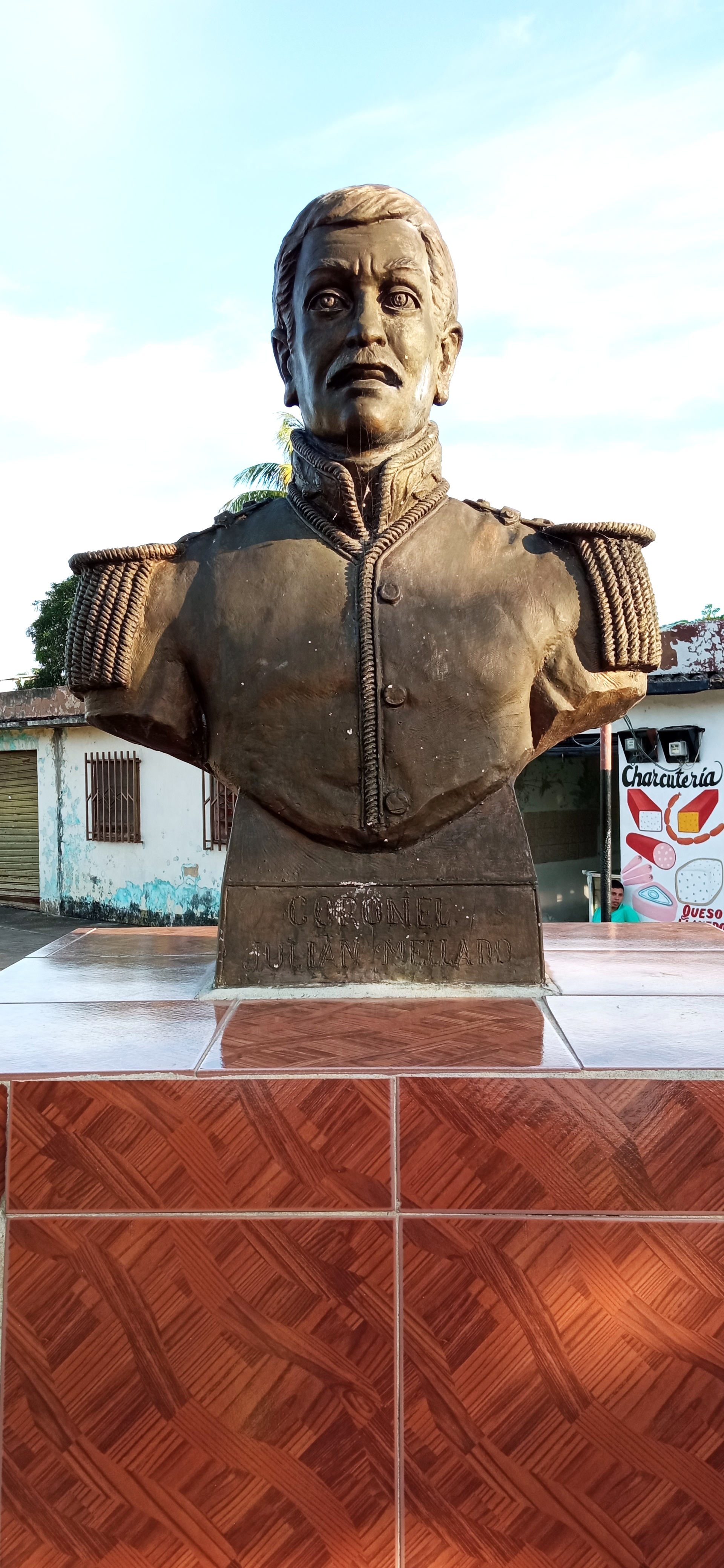
Busto de Julián Mellado en la localidad de El Sombrero

Limita al norte con el Municipio Juan Germán Roscio y el Estado Aragua, al sur con el Municipio Francisco de Miranda, al oeste con el Municipio Ortiz. Al este mantiene un conflicto limítrofe con el Estado Aragua.
Este territorio disputado entre Guárico y Aragua, hace que existan dos posiciones respecto a la frontera este, según el límite de Guárico el Municipio Julián Mellado limita al este con el Municipio Chaguaramas y el Municipio José Tadeo Monagas por medio del río Memo, pero esto no es reconocido por Aragua.

### Organización parroquial
| Parroquia'        | Superficie | Población   | Densidad      |
| ----------------- | ---------- | ----------- | ------------- |
| El Sombrero       | km²        | 25.883 hab. | hab./km²      |
| Sosa              | km²        | 1.781 hab.  | hab./km²      |
| Municipio Mellado | 2.983 km²  | 27.664 hab. | 7,93 hab./km² |

## Política y Gobierno

### Alcaldes
En el municipio ha habido 5 personas que han tenido el cargo de alcalde y ocho han sido los períodos consecutivos que ha habido en la alcaldía.
| Período     | Alcalde                 | Partido Político | % de votos | Notas |
| ----------- | ----------------------- | ---------------- | ---------- | --- |
| 1989 - 1992 | Evelyn Magdalena Dumith | AD               | 52,29      | Primer alcalde bajo elecciones directas |
| 1992 - 1995 | Evelyn Magdalena Dumith | AD               | 66,01      | Reelecta |
| 1995 - 2000 | José Gregorio Lovera    | AD               | -          | Segundo alcalde bajo elecciones directas (se realizaron elecciones generales adelantadas en el 2000 debido a la aprobación de la Constitución de 1999) |
| 2000 - 2004 | Evelyn Magdalena Dumith | AD               | 29,94      | Tercer alcalde bajo elecciones directas |
| 2004 - 2008 | Evelyn Magdalena Dumith | AD               | 36,48      | Reelecto |
| 2008 - 2013 | Rafael Gil              | PSUV             | 67,39      | Cuarto alcalde bajo elecciones directas (se postergan 1 año las elecciones municipales pautadas para finales del 2012)                                 |
| 2013 - 2017 | Orlando Hernández       | AD / MUD         | 43,28      | Quinto alcalde bajo elecciones directas |
| 2017 - 2021 | César Gómez             | PSUV             | 86,42      | Sexto alcalde bajo elecciones directas |
| 2021 - 2025 | Evelyn Magdalena Dumith | AD               | 59,70      | Séptimo alcalde bajo elecciones directas |

### Concejo municipal
Período 2021 - 2025
| Concejales:    | Partido político / Alianza |
| -------------- | -------------------------- |
| Yuretzi Mejias | AD                         |
| Johana Longa   | AD                         |
| Yehison López  | AD                         |
| Rosario Longa  | AD                         |
| Nelly Paredes  | AD                         |
| Julia Torres   | PSUV                       |
| Oswaldo Milano | PSUV                       |